# Alice Regnault
Pour les articles homonymes, voir Regnault.
Ne doit pas être confondu avec Antoinette Lemonnier, dite Mademoiselle Regnault à l'Opéra-Comique
Alice Regnault, née Augustine-Alexandrine Toulet le 5 février 1849 dans l'ancien 1er arrondissement de Paris et morte le 12 juillet 1931 à Triel-sur-Seine, est une actrice et courtisane française. 

## Biographie
Augustine-Alexandrine Toulet est la fille d'Edmond Désiré Toulet et de Louise Hermanjat. Elle se marie, en 1865, avec Jules Louis Renard et, en 1866, ont ensemble un fils  Édouard dont elle perd la garde, peu après la mort de son mari, en 1868, pour cause de vie jugée dissolue. Alice se  prostitue de 1869 à 1881.   
Pour gagner sa vie, elle se lance dans le théâtre et fait ses débuts aux Bouffes Parisiens, en 1869. Elle prend des cours de comédie au conservatoire de musique et de déclamation dans la classe de Regnier.  
Après une modeste carrière théâtrale, où on a plus souvent loué sa beauté que son talent, elle est devenue très riche grâce à ses succès galants. Elle entretient une relation avec le général et sénateur Gaston d'Andlau, et avec Arthur Meyer.
En 1873, au moment des perquisitions opérées rue de Suresnes, lupanar et refuge galant des filles de théâtre et des jeunes dames qui s'y rendent en cachette de leur amant, elle est dénoncée, par Gabriel Hugelmann, avec une vingtaine de ses camarades artistes, Marguerite Debreux, Méry Laurent, Gabrielle Roux, etc. Elle intente un procès à Hugelmann pour calomnie,.
Elle prend une retraite prématurée, en 1881, après avoir vainement espéré être reçue à la Comédie-Française, en 1880. Elle a tenté brièvement sa reconversion dans le journalisme — elle a collaboré un temps au Gaulois sous le pseudonyme de Mitaine de Soie — et dans la littérature, en publiant deux romans médiocres, Mademoiselle Pomme (1886) et La Famille Carmettes (1888).
Elle est surtout connue pour avoir épousé en catimini l'écrivain Octave Mirbeau, en mai 1887, à Londres, et pour l'avoir trahi au lendemain de sa mort en faisant paraître un faux Testament politique d'Octave Mirbeau, rédigé par l'ancien pacifiste et antimilitariste Gustave Hervé, converti au bellicisme. Sacha Guitry se souviendra de cette trahison dans sa comédie de 1923, Un sujet de roman, inspirée du couple Mirbeau, qu'il a bien connu.

## Quelques rôles

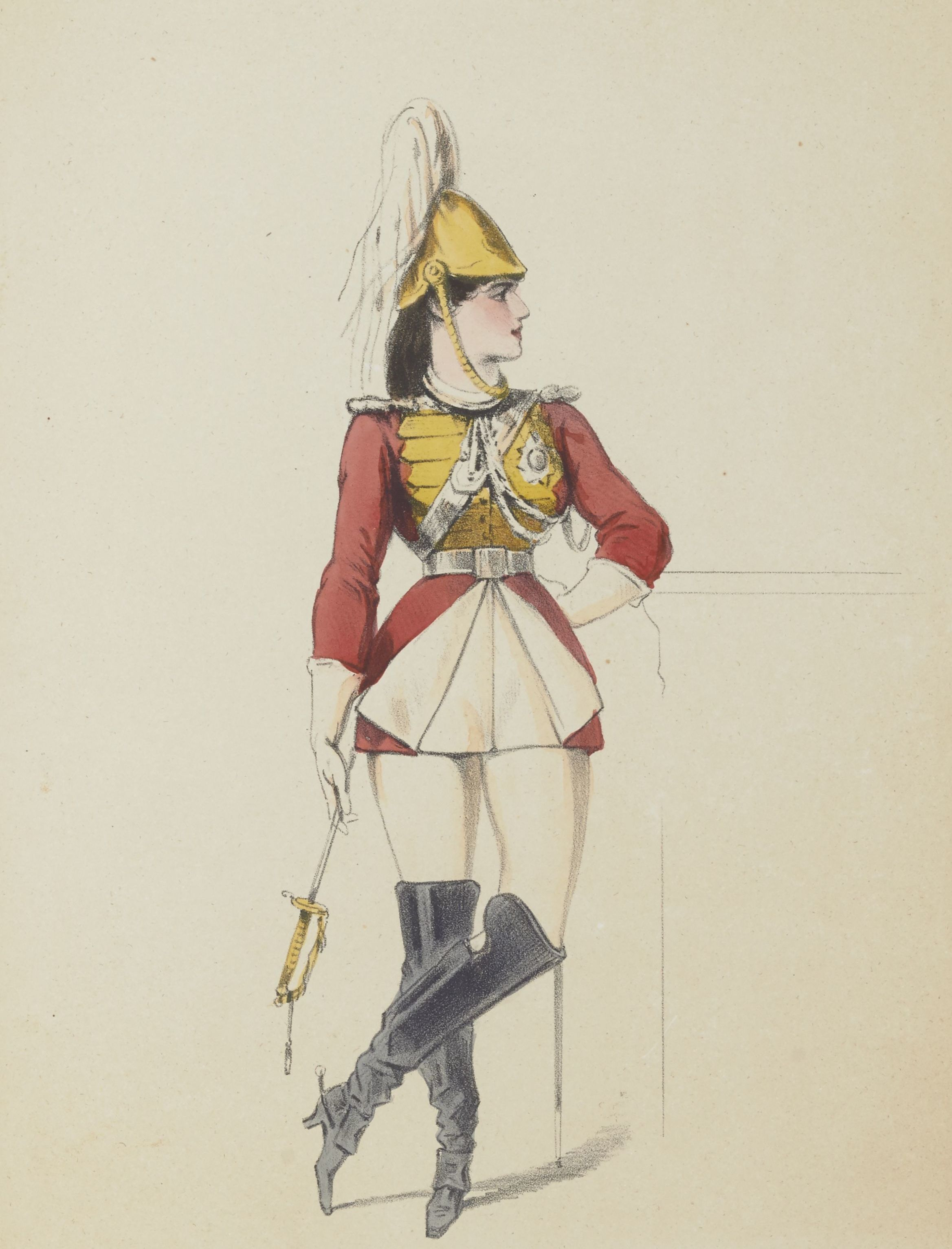
Mlle Alice Régnault, rôle de Julia, dans Le Trône d'Ecosse, Théâtre des Variétés, 1871

- 1868 : Apothicaire et Perruquier, aux Bouffes-Parisiens[11].
- 1868 :  La Grande-Duchesse de Gérolstein, avec Mlle Schneider, 22 juin au théâtre Saint-James[12].
- 1869 : Les Brigands d'Offenbach, aux théâtre des Variétés.
- 1871 : Le Trône d'Ecosse, rôle de Julia aux théâtre des Variétés, 17 novembre.
- 1872 : Les cent vierges (en) de Charles Lecocq, rôle de Fanny[13].
- 1872 : Le Tour du cadran, d'Hector Crémieux et  Henry Bocage, rôle d'Eglantine, théâtre des Variétés, 9 septembre[14],[15].
- 1873 : La Maison du mari de Xavier de Montépin et Victor Kervani, rôle d'Ester Fauvel, au théâtre de Cluny[16],[17].
- 1873 : Les Sceptiques, au théâtre de Cluny[18].
- 1874 : Le Homard d'Edmond Gondinet : Herminie, théâtre du Palais-Royal
- 1874 : Les Samedis de Madame d'Eugène Labiche : Hermance de Pommerard,  théâtre du Palais-Royal
- 1877 : Les Mariages d'Autrefois d'Adolphe d'Ennery, rôle d'Angèle, au théâtre du Gymnase[19],[20],[21].
- 1878 : La Femme de chambre, de Paul Ferrier, rôle de la femme de chambre, au  théâtre du Gymnase[22].
- 1878 : Petite Correspondance de Najac et Hennequin, au  théâtre du Gymnase[23].
- 1878 : Paris sans cocher de Paul Ferrier[24].
- 1878 : L'Âge ingrat, d'Edouard Pailleron, rôle d'Arabella Wacker, au  théâtre du Gymnase[25],[26]
- 1880 : Andréa de Victorien Sardou, Théâtre du Gymnase : Andréa, théâtre du Gymnase.